# بیلی جونز (بازیکن فوتبال، زاده ۱۹۸۳)
بیلی جونز (انگلیسی: Billy Jones؛ زادهٔ ۲۶ ژوئن ۱۹۸۳) ورزشکار اهل بریتانیا است.
از باشگاه‌هایی که در آن بازی کرده‌است می‌توان به باشگاه فوتبال چلتنهام تاون، باشگاه فوتبال اکستر سیتی، و باشگاه فوتبال کرو آلکساندرا، باشگاه فوتبال لیتون اورینت، باشگاه فوتبال کیدرمینستر هاریرس، باشگاه فوتبال نیوپورت کانتی، باشگاه فوتبال اکستر سیتی، و باشگاه فوتبال گلاستر سیتی اشاره کرد.
وی همچنین در تیم ملی فوتبال England C بازی کرده است.